# Lacub
Lacub es un municipio perteneciente a  la provincia de El Abra en la Región Administrativa de La Cordillera (RAC) situada al norte de la  República de Filipinas y de la isla de Luzón, en su interior.
Tiene una extensión superficial de 295.30 km² y según el censo del 2007, contaba con una población de  3 050 habitantes, 2 977 el 1 de mayo de 2010 formando 4 111 hogares.

## Ubicación
| Noroeste: Tineg       | Norte: Tineg   | Noreste: Conner (Apayao)    |
| Oeste: Lagangilang    |                | Este: Conner                |
| Suroeste: Licuan-Baay | Sur: Malibcong | Sureste: Balbalan (Kalinga) |

## Barangayes
Lacub se divide administrativamente en 6 barangayes, 5 rurales y 1 urbano.
| Barangay             | Población (2007) | Población (2010) |
| -------------------- | ---------------- | ---------------- |
| Bacag                | 213              | 233              |
| Buneg                | 881              | 827              |
| Guinguinabang        | 256              | 290              |
| Lan-ag               | 396              | 353              |
| Pacoc                | 500              | 571              |
| Talampac (Población) | 804              | 703              |